# Maulana Yusuf Stadium
Das Maulana Yusuf Stadium ist ein Fußballstadion mit Leichtathletikanlage in der indonesischen Stadt Serang, Provinz Banten, auf der Insel Java.
Die Anlage hat ein Fassungsvermögen von 15.000 Personen und ist die Heimspielstätte des Erstligisten Persita Tangerang. Die Sportstätte wurde 1985 eröffnet und ist Eigentum der Stadt Serang.